# Pasirkiamis
Pasirkiamis is een bestuurslaag in het regentschap Garut van de provincie West-Java, Indonesië. Pasirkiamis telt 4759 inwoners (volkstelling 2010).